# Armoiries du Daghestan
Les armoiries du Daghestan sont utilisées par le gouvernement du Daghestan en tant que symbole d'État. Elles furent adoptées le 20 octobre 1994.

## Description
L'élément central des armoiries est un aigle, symbole de noblesse, courage, sagesse et foi. Les armories comportent aussi le nom de la république du Daghestan en russe. 